# Alexandre Rousselet
Alexandre Rousselet (* 29. Januar 1977 in Pontarlier) ist ein ehemaliger französischer Skilangläufer.

## Werdegang
Rousselet lief im Dezember 1998 in Ulrichen sein erstes Rennen im Continental-Cup, welches er auf dem 18. Platz über 15 km klassisch beendete. Im Weltcup debütierte er im Dezember 2000 in Santa Caterina und belegte dabei den 77. Platz über 15 km Freistil. Seine ersten Weltcuppunkte holte er im Januar 2001 in Soldier Hollow mit dem 30. Platz im 30-km-Massenstartrennen und dem 27. Rang über 15 km klassisch. Bei den Weltmeisterschaften 2001 in Lahti kam er auf den 44. Platz im Skiathlon, auf den 40. Rang über 50 km Freistil und auf den 33. Platz im Sprint. Im folgenden Jahr errang er bei den Olympischen Winterspielen in Salt Lake City den 47. Platz im 30-km-Massenstartrennen, den 35. Platz im Skiathlon und den achten Platz mit der Staffel. Bei den Weltmeisterschaften 2003 im Fleimstal belegte er den 60. Platz über 15 km klassisch, den 47. Rang über 50 km Freistil und den 11. Platz mit der Staffel.
Am 7. Februar 2004 holte er in La Clusaz mit der Staffel (gemeinsam mit Vincent Vittoz, Emmanuel Jonnier und Christophe Perrillat) seinen einzigen Weltcupsieg und siegte eine Woche darauf beim 76 km langen Worldloppet-Lauf Transjurassienne. Nach zwei Platzierungen im Weltcup innerhalb der Punkteränge zu Beginn der Saison 2004/05 kam er in Lago di Tesero mit dem dritten Platz mit der Staffel erneut aufs Podest. Es folgten drei weitere Platzierungen in den Punkterängen und er belegte zum Saisonende den 77. Platz im Gesamtweltcup.
Seine besten Resultate bei den Weltmeisterschaften 2005 in Oberstdorf waren der 25. Platz über 15 km Freistil und der sechste Platz mit der Staffel. Zu Beginn der folgenden Saison errang er in Beitostølen den zweiten Platz mit der Staffel. Im weiteren Saisonverlauf erreichte er mit Platz neun in Canmore und Platz acht in Lago di Tesero jeweils im 30-km-Massenstartrennen seine ersten und einzigen Top-Zehn-Resultate im Weltcupeinzel. Seine besten Ergebnisse bei den Olympischen Winterspielen 2006 in Turin waren der 18. Platz über 15 km klassisch und der vierte Rang mit der Staffel. Die Saison beendete er auf dem 33. Platz im Gesamtweltcup und auf dem 21. Rang im Distanzweltcup. In der folgenden Saison belegte er den 42. Platz bei der Tour de Ski 2006/07. Dabei erreichte er mit dem 13. Platz über 11 km Freistil sein bestes Saisonergebnis im Weltcupeinzel. Im Februar 2007 wurde er beim Weltcup in Davos Zweiter mit der Staffel. Seine besten Platzierungen bei den Weltmeisterschaften 2007 in Sapporo waren der 38. Platz über 15 km Freistil und der fünfte Rang mit der Staffel. In der Saison 2007/08 kam er im Weltcup viermal in die Punkteränge. Bei der Tour de Ski 2007/08 errang er den 38. Platz. Im Januar 2008 startete er in Klosters erstmals im Alpencup. Dabei siegte er über 10 km klassisch und wurde Dritter im 15-km-Massenstartrennen. In der folgenden Saison belegte er den 30. Platz bei der Tour de Ski 2008/09 und holte im Januar 2009 mit dem 25. Platz über 15 km klassisch in Otepää seine letzten Weltcuppunkte. Bei den Weltmeisterschaften 2009 in Liberec kam er auf den 27. Platz über 15 km klassisch und auf den neunten Rang mit der Staffel. In seiner letzten aktiven Saison 2009/10 nahm er vorwiegend an Skimarathon-Rennen teil. Dabei wurde er beim Transjurassienne Neunter und siegte beim Gsieser-Tal-Lauf über 42 km Freistil.

## Erfolge

### Weltcupsiege im Team
| Nr. | Datum           | Ort       | Disziplin           |
| --- | --------------- | --------- | ------------------- |
| 1.  | 7. Februar 2004 | La Clusaz | 4 × 10 km Staffel 1 |

### Siege bei Continental-Cup-Rennen
| Nr. | Datum           | Ort      | Disziplin       | Serie    |
| --- | --------------- | -------- | --------------- | -------- |
| 1.  | 12. Januar 2008 | Klosters | 10 km klassisch | Alpencup |

### Siege bei Skimarathon-Rennen
- 2004 Transjurassienne, 76 km Freistil
- 2010 Gsieser-Tal-Lauf, 42 km Freistil

## Teilnahmen an Weltmeisterschaften und Olympischen Winterspielen

### Olympische Spiele
- 2002 Salt Lake City: 8. Platz Staffel, 35. Platz 20 km Skiathlon, 47. Platz 30 km Freistil Massenstart
- 2006 Turin: 4. Platz Staffel, 18. Platz 15 km klassisch, 26. Platz 30 km Skiathlon, 26. Platz 50 km Freistil Massenstart

### Nordische Skiweltmeisterschaften
- 2001 Lahti: 33. Platz Sprint Freistil, 40. Platz 50 km Freistil, 44. Platz 20 km Skiathlon
- 2003 Val di Fiemme: 11. Platz Staffel, 47. Platz 50 km Freistil, 60. Platz 15 km klassisch
- 2005 Oberstdorf: 6. Platz Staffel, 25. Platz 15 km Freistil, 26. Platz 50 km klassisch Massenstart, 35. Platz 30 km Skiathlon
- 2007 Sapporo: 5. Platz Staffel, 38. Platz 15 km Freistil, 42. Platz 50 km klassisch Massenstart, 44. Platz 30 km Skiathlon
- 2009 Liberec: 9. Platz Staffel, 27. Platz 15 km klassisch

## Weltcup-Gesamtplatzierungen
| Saison  | Gesamt | Gesamt | Distanz | Distanz | Sprint | Sprint |
| Saison  | Punkte | Platz  | Punkte  | Platz   | Punkte | Platz  |
| ------- | ------ | ------ | ------- | ------- | ------ | ------ |
| 2000/01 | 5      | 125.   | -       | -       | -      | -      |
| 2001/02 | -      | -      | -       | -       | -      | -      |
| 2002/03 | 12     | 106.   | -       | -       | -      | -      |
| 2003/04 | 11     | 127.   | 11      | 88.     | -      | -      |
| 2004/05 | 42     | 77.    | 42      | 49.     | -      | -      |
| 2005/06 | 160    | 33.    | 160     | 21.     | -      | -      |
| 2006/07 | 50     | 71.    | 50      | 41.     | -      | -      |
| 2007/08 | 16     | 120.   | 16      | 67.     | -      | -      |
| 2008/09 | 42     | 91.    | 31      | 62.     | 7      | 92.    |